# Knjige u 1614.
◄◄ | ◄ | 1611. | 1612. | 1613. | 1614.  | 1615. | 1616. | 1617. | ► | ►►
Arhitektura • Astronomija • Glazba • Kazalište • Kiparstvo • Knjige • Književnost • Kršćanstvo • Medicina • Politika • Pravo • Promet • Slikarstvo • Znanost
Knjige u 1614.

## Hrvatska i u Hrvata
- Prvo izdanje Vile Slovinke Jurja Barakovića. Tiskano je u Mletcima.

## Vanjske poveznice
|  | Zajednički poslužitelj ima još gradiva o temi Knjige iz 1614. |